# Tomáš Došek
Tomáš Došek (Karlovy Vary, 12. rujna 1978. - ) umirovljeni je češki nogometaš, po poziciji napadač. Zajedno je sa svojim bratom bilzancom Lukášom igrao za Slaviu Prag, od 1999. do 2004. godine. Osim za Slaviu, igrao je i za bečki Rapid, plzeňsku Viktoriu i brnsku Zbrojovku.
Od 1998. do 2000. igrao je za češku reprezentaciju do 21 godine, a od 2002. do 2003. i za češku nogometnu reprezentaciju.
1998. godine osvojio je nagradu za Češkog nogometnog talenta godine.

## Vanjske poveznice
- (češ.) (engl.) Reprezentativne statistike, nastupi i zgodici  Arhivirana inačica izvorne stranice od 6. ožujka 2016. (Wayback Machine) na fotbal.cz
- (engl.) Tomáš Došek na national-football-teams.com